# 小岐須雅之
小岐須 雅之（おぎす まさゆき、1972年（昭和47年）8月20日 - ）は、日本のイラストレーター。文化服装学院アパレルデザイン科メンズデザインコース卒業。作風の特徴として、無表情の少女や女性を独特の色遣いで描く点が挙げられる。

## 略歴
- 1972年8月20日（昭和47年） - 生誕。
- 1994年（平成6年） - 文化服装学院アパレルデザイン科メンズデザインコースを卒業。
- 1994年（平成6年） - 漫画出版社マーベル・コミックへ入社。
- 1996年（平成8年） - アメリカ合衆国へ渡る。
- 1998年（平成10年） - 日本へ帰国する。以後、イラストレーターとして活躍中。
- 2014年（平成26年）-GUとコラボした商品を発売。

## 作品
- 雑誌・服飾品・化粧品・その他製品のイラスト、また広告など
  - アメリカ合衆国
    - マリ・クレール 1997年
    - アナスイ 1997年以降

  - 日本
    - アナスイコスメティックス 2000年以降
    - VIVAYOU 2001年以降
    - アナスイ 2001年以降
    - アルビオン 2004年
- 書籍のカバー・イラスト
  - ルー=ガルー 忌避すべき狼 （京極夏彦　著） 徳間書店 2001年 ISBN 4-19-861364-8
  - 20世紀SF 5 1980年代 冬のマーケット（中村 融・山岸 真　編） 河出文庫 河出書房新社 2001年 ISBN 4-309-46206-5
  - 波のかなた （ジェイ・ニコルソン　著、宮下有香　訳） ソニー・マガジンズ 2001年 ISBN 4-7897-1721-6
  - ダミーフェイス （映島 巡　著） 角川文庫 角川書店 2001年 ISBN 4-04-426801-0
  - nymph 妖精たちの愛とセックス （フランチェスカ・リア・ブロック（英語版）　著、黒木三世　訳） アーティストハウス 2002年 ISBN 4-04-897320-7
  - 壺中の天国 （倉知 淳　著） 角川文庫 角川書店 2003年 ISBN 4-04-370901-3
  - 愛にこんがらがって （みうらじゅん　著） 角川文庫 角川書店 2003年 ISBN 4-04-343403-0
  - バイティング・ザ・サン （タニス・リー　著、環 早苗　訳） 産業編集センター 2004年 ISBN 4-916199-58-8
  - 魔獣狩り （夢枕 獏　著） ノン・ノベル 祥伝社 2004年 ISBN 4-396-20781-6
  - 新書版 ルー=ガルー 忌避すべき狼 （京極夏彦　著） トクマ・ノベルズ 徳間書店 2004年 ISBN 4-19-850653-1
  - 鏡の森 white as snow （タニス・リー　著、環 早苗　訳） 産業編集センター 2004年 ISBN 4-916199-64-2
  - 色ざんげ （島村洋子　著） 中公文庫 中央公論新社 2005年 ISBN 4-12-204501-0
- CDのジャケット・イラスト
  - Agitator（特撮） 徳間ジャパンコミュニケーションズ 2001年
- 映画の広告イラスト
  - ピストルオペラ 2001年 （松竹公開）
- 漫画連載
  - 季刊漫画雑誌 コミックH ロッキング・オン 2003年 （※休刊）
    - suburbia drive